# Camp de Saint-Paul-d'Eyjeaux
Le camp d'internement de Saint-Paul ou camp de Saint-Paul-d'Eyjeaux est un ancien camp d'internement français situé sur le territoire de la commune de Saint-Paul (parfois appelée Saint-Paul-d'Eyjeaux car proche de la commune d'Eyjeaux) dans la Haute-Vienne.

## Historique
Le camp est fondé en novembre 1940, sur décision ministérielle du 30 octobre 1940, pour accueillir ceux que le régime de Vichy considère comme « indésirables », à savoir les Tsiganes, communistes, Juifs, anarchistes et francs-maçons, ainsi que des maquisards. Il reçoit rapidement une partie des internés du camp voisin de Saint-Germain-les-Belles, et se trouve non loin du camp de Nexon. Ces différents camps prennent place dans les emprises vides des villages édifiés à la hâte au début de la guerre pour accueillir les réfugiés des zones de combat du Nord-Est de la France.
Appelé officiellement « centre de séjour surveillé », c'est un vrai camp d'internement. Il est composé de baraquements en bois, entouré d'un double réseau de barbelés. Des miradors l'entourent à chaque coin, avec des sentinelles armées munies de projecteurs. Les gardiens sont issus des groupes mobiles de réserve.
En mars 1941, alors que le camp compte 155 détenus, 90 prisonniers du camp de Nexon les rejoignent, associés à des prisonniers du camp de Saint-Germain, pour être acheminés jusqu'à Port-Vendres d'où ils sont transférés vers des camps d'Afrique du Nord.
Le camp compte jusqu'à 900 détenus, principalement politiques, quand le camp de Nexon, au fil de la guerre, devient de plus en plus un camp d'internement de Juifs avant déportation.
Les conditions sanitaires sont mauvaises (un seul WC), la nourriture « médiocre et insuffisante », et les internés sont si mal vêtus que la population locale critique les autorités.
Le camp de Saint-Paul est libéré par la Résistance le 11 juin 1944, puis accueille un temps des prisonniers allemands. 300 ont été internés, dont beaucoup travaillaient chez des agriculteurs. Une centaine d'entre eux, « mal nourris et mal traités au début », sont morts de maladie et ont été inhumés en bordure du cimetière. Leurs dépouilles ont été transférées en 1958 au cimetière militaire allemand de Berneuil.
Quelques vestiges du camp sont encore visibles en bord de route, le long de la RD115, à environ 700 m à l'est du centre-bourg. Des panneaux d'information et une stèle y sont installés.

### Détenus célèbres
Parmi les détenus figurent plusieurs personnalités :
- Jean Cavaillès (1903-1944), philosophe des mathématiques, cofondateur du mouvement de résistance Libération-Sud, Compagnon de la Libération à titre posthume, détenu fin 1942.
- André Trocmé (1901-1971), pasteur au Chambon-sur-Lignon, reconnu « Juste parmi les nations » en 1971, détenu début 1943. Parmi les personnalités du Chambon figurent aussi le pasteur Édouard Theis (reconnu « Juste » en 1981), et l'éducateur Roger Darcissac (reconnu « Juste » en 1988).
- Georges Bruguier (1884-1962), homme politique du Gard, détenu durant tout le conflit.
- Edouard Quincey, ancien adjoint de Maurice Thorez à la mairie d'Ivry-sur-Seine ;
- l'instituteur Eugène Odru (dit André Odru), qui sera ensuite commissaire aux effectifs des FTP de Corrèze ;
- Robert Delord, résistant corrézien et capitaine FTP puis homologué FFI en 1945 ;
- Maurice Brillouet (1890-1979), conseiller municipal communiste de Surgères et conseiller d'arrondissement.
- trois habitants de Saint-Laurent-du-Pont, dans l'Isère, dont les activités inquiétaient la police de Vichy : Marcel Morel, militant communiste et marchand de journaux, Henri Poulet, militant démocrate chrétien et épicier, et Sylvain Boursier, agriculteur, arrêtés et transférés à Saint-Paul, sur décision du préfet de la région Rhône-Alpes. Cette arrestation mit en émoi le pays et mobilisa les Chartreux et Auguste Villard, maire de Saint-Pierre-de-Chartreuse, pour les faire libérer.
- Jean Filiol, militant nationaliste, cofondateur de l'organisation terroriste de la Cagoule, détenu de 1942 à 1944.

## Galerie

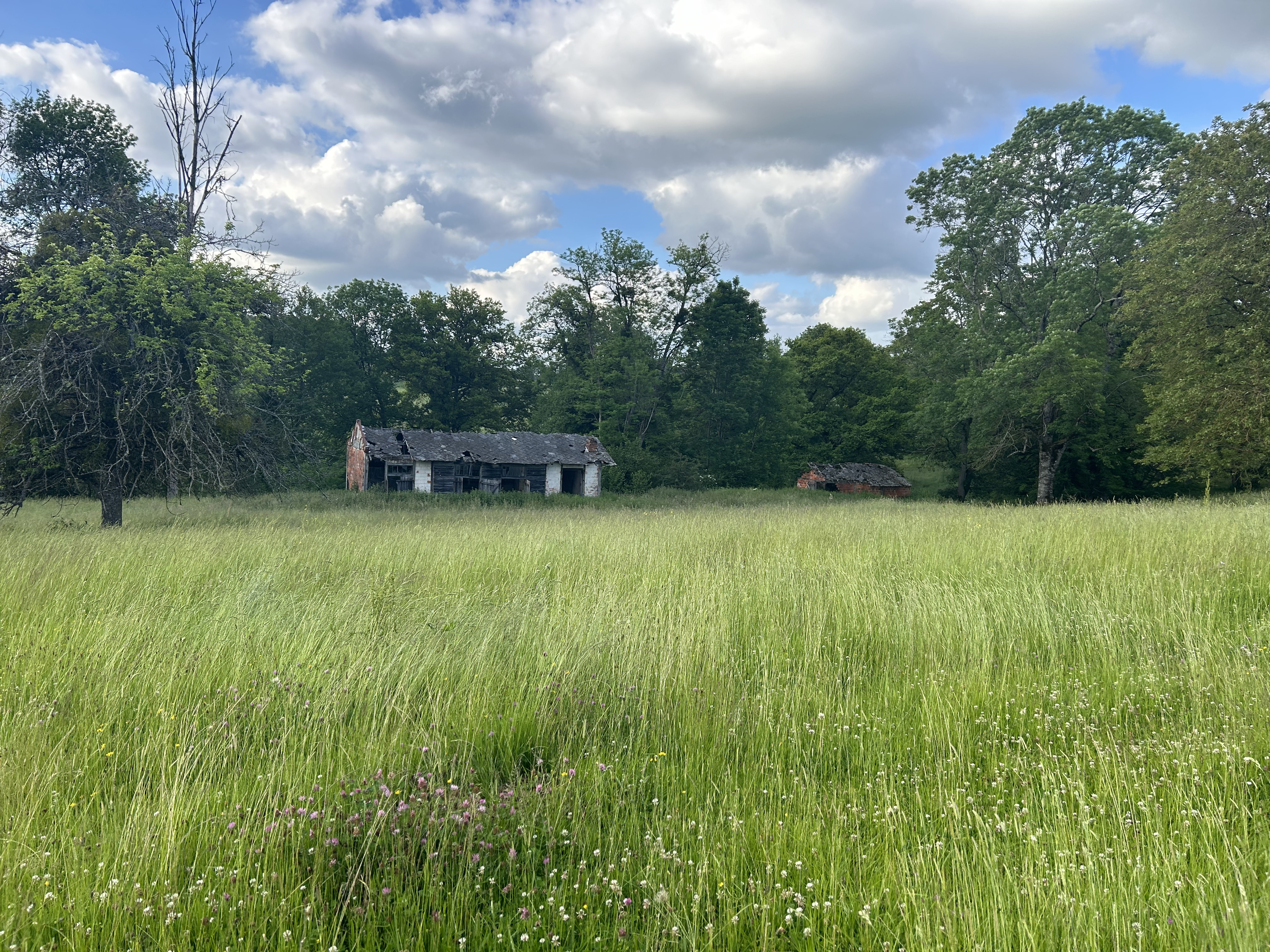
Vue partielle des vestiges en fond de parcelle.
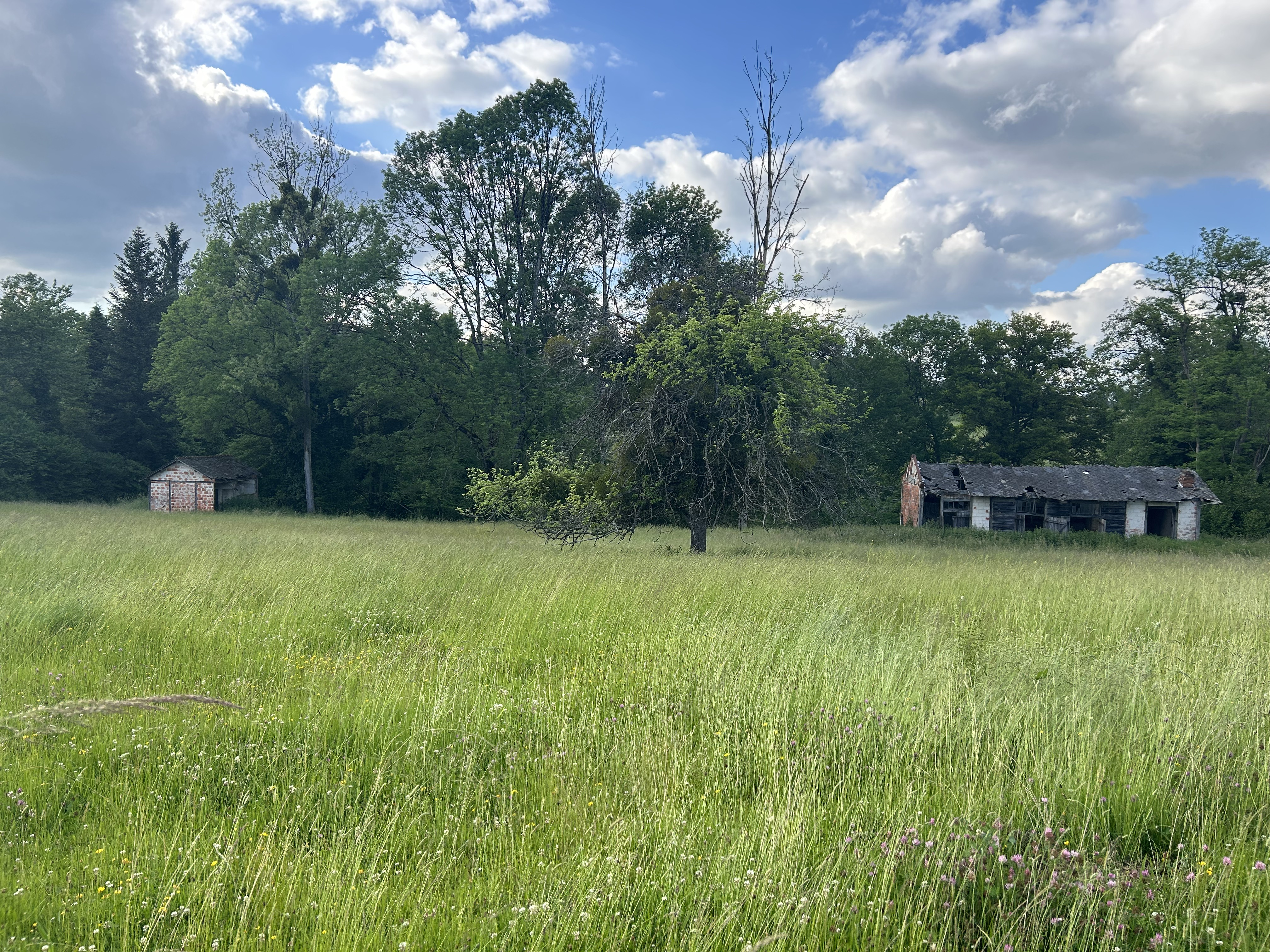
Vue partielle des vestiges en fond de parcelle.
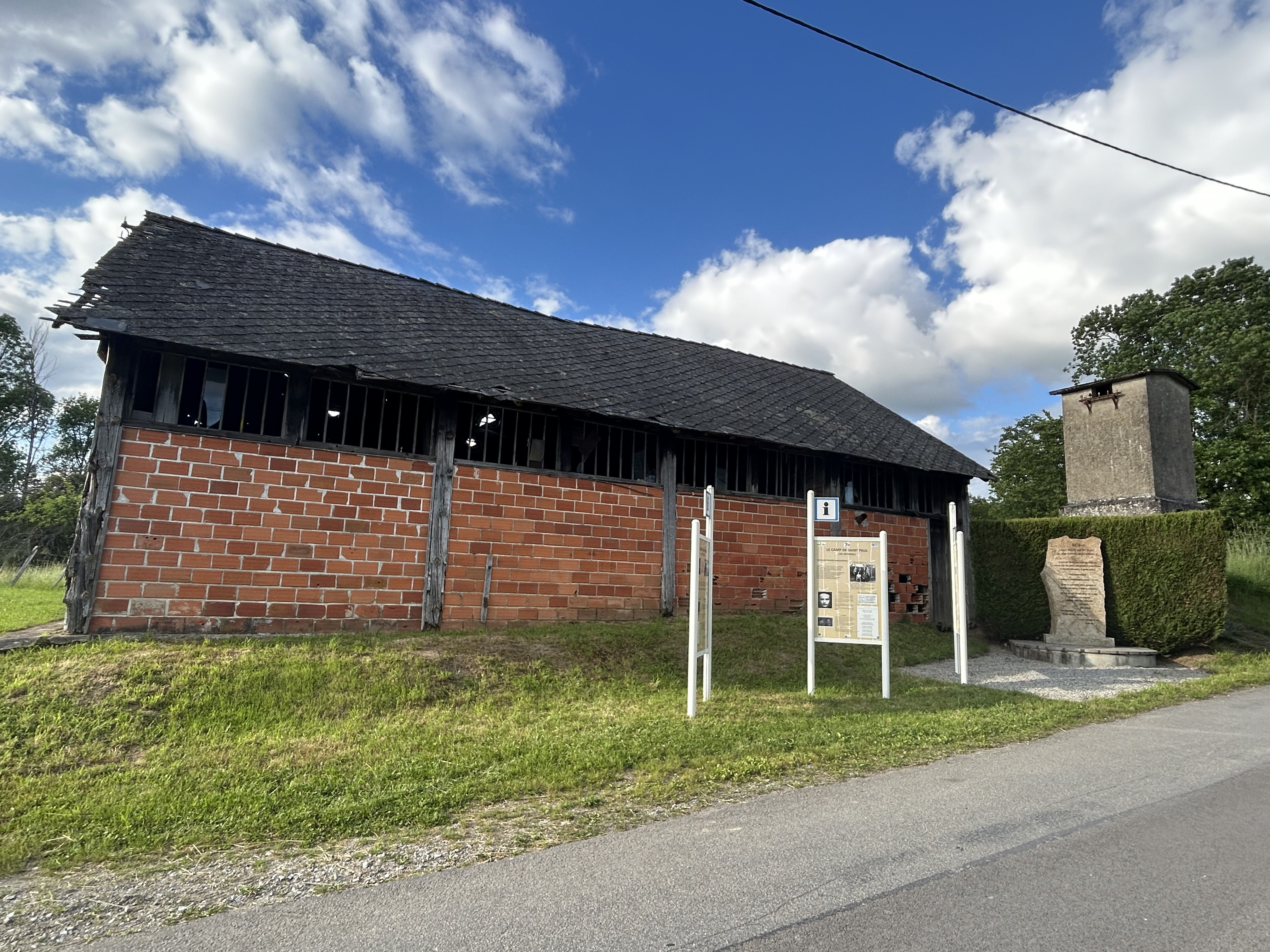
Vue partielle des vestiges depuis la route.